# Танг-е Гару
Танг-е Гару, також відома як Танг-і-Гаро (пушту: تنگ غارو), — ущелина та гірський перевал у гірському масиві Гіндукуш у провінції Кабул, Афганістан. Річка Кабул проходить через ущелину, тече на схід. Шосе Кабул-Джалалабад проходить через ущелину, паралельно річці. Будівництво дороги почалося в 1940-х роках і було завершено в 1960-х. замість стародавнього гірського перевалу Латабанд. І перевал, і дорога мають важливе стратегічне значення, оскільки забезпечують зв'язок з Пакистаном і Росією. Через інтенсивне використання під час нещодавніх конфліктів в Афганістані та часті дорожньо-транспортні пригоди перевал і прилеглі території були сильно пошкоджені та періодично закриті.

## Геологія
Скелі ущелини Танг-е Гару — це синьо-сірий вапняк, який утворився приблизно 250 мільйонів років тому. Однак самій ущелині лише близько 2 мільйонів років, і вона утворилася в результаті водної ерозії з річки та обвалу підземного річкового русла.